# チャップリンの女装
『チャップリンの女装』(チャップリンのじょそう、A Woman) は、1915年公開の短編サイレント映画。エッサネイ社による製作で、主演・監督はチャールズ・チャップリン。チャップリンの映画出演45作目にあたる。
チャップリンが女装する作品としては、キーストン時代の『多忙な一日』と『男か女か』に続く3本目の作品であり、かつ最後の映画にあたる。

## あらすじ
エドナは父（チャールズ・インズリー）と母（マータ・ゴールデン）とともに公園に遊びに行く。父は公園で女友達（マーギー・ライガー）に目隠しをされ、女友達は父の財布をすり取ってこっそり去る。目隠しされたまま父はチャーリーを女友達と間違えて誘い出され池に突き落とされる。母とエドナは父を放っておいてチャーリーを家に招待して食事をもてなす。ところが、父が友人（ビリー・アームストロング）を伴って帰宅してチャーリーと喧嘩になる。チャーリーは家の2階に隠れて、ドレスを着てヒゲをそり落とし女性に成りすます。父と父の友人は女性に成りすましたチャーリーに惚れるが、やがてスカートが外れて正体がばれる。ここで母とエドナがすべてを明らかにし大団円となったかに見えたが、父の怒りは収まらずチャーリーを表にたたき出す。

## 背景
「女装は異様なくらい彼（チャップリン）に似合った」、チャップリンの伝記を著した映画史家のデイヴィッド・ロビンソンはこう論じている。しかし、「似合った」女装と引き換えに、この作品はいろいろと否定的な扱いを受けた。北欧では1930年代まで『チャップリンの女装』が上映禁止となっており、アメリカにおいても上映禁止と行かなくても批評家は「悪趣味」であるとか「下品」、「粗野で、品がなくて、猥褻で許しがたい」作品であると非難の嵐を浴びせかけた。こういった批判にチャップリンは一時的にダメージを受けるも、短期間で周囲に「奴らに目にものを見せてやろう」とはっぱをかけるほどの立ち直りを見せた。チャップリン自身が映画のなかで女装をするのは『チャップリンの女装』が最後となるが、チャップリン映画そのものにはこのあとも『犬の生活』（1918年）で女装が登場し、『一日の行楽』（1919年）でも女装が登場する予定であった。
なお、チャップリンはエッサネイ社ナイルズ撮影所に代わる新物件として、ブラッドベリ・マンションを撮影所の代わりとして前作『チャップリンのお仕事』から使用していたが、のちに正式に入手してマジェスティック撮影所となり、『チャップリンの女装』から使用を開始した。

## キャスト
- チャールズ・チャップリン - 紳士 / ノーラ・ネトラッシュ
- チャールズ・インズリー - 父
- マータ・ゴールデン - 母
- エドナ・パーヴァイアンス - 娘
- マーギー・ライガー - 父の女友達
- ビリー・アームストロング - 父の友人
- レオ・ホワイト - 公園の紳士

ほか

### 日本語吹替
| 俳優                     | 日本語吹替 |
| ------------------------ | ---------- |
| チャールズ・チャップリン | 江原正士   |
| チャールズ・インズリー   | 中村浩太郎 |
| マータ・ゴールデン       | 小宮和枝   |
| エドナ・パーヴァイアンス | 中司ゆう花 |
| （ナレーター）           | 羽佐間道夫 |

- 初回放送 2014年10月26日スター・チャンネル[8]

この作品はサイレント映画だが、チャップリンのデビュー100周年を記念し、日本チャップリン協会監修のもと、スターチャンネルで日本語吹替が製作された。